# 建国街道 (佳木斯市)
建国街道，是原中华人民共和国黑龙江省佳木斯市东风区下辖的一个乡镇级行政单位。佳政函【2016】29号文件将建国街道撤销，各社区由东风区直辖。

## 行政区划
原建国街道下辖以下地区：
东风社区、五彩社区、沿因社区、兴电社区和永佳社区。